# Émeute de 2016 à Clausnitz
 (mai 2024).
- Si vous ne connaissez pas le sujet, laissez ce bandeau (vous pouvez alors contacter les auteurs).
- Si vous supprimez le contenu mis en cause (vous pouvez préalablement contacter les auteurs),

argumentez précisément cette suppression dans la page de discussion
(un manque de référence n'est pas un argument ; une recherche réelle de référence doit avoir été effectuée, être formellement documentée).
L'émeute de Clausnitz se déroule le 18 février 2016. Des manifestants tentent d'empêcher l'accueil de réfugiés dans des logements du village allemand. La protestation se démarque par la démonstration d'une violence verbale par le biais de slogans xénophobes et des menaces physiques.
Cette émeute s'est déroulée dans un contexte de crise migratoire en Europe, d'une montée en puissance du nationalisme en politique allemande, d'une percée régionale de l'extrême droite, comme en Saxe, ainsi que d'une méfiance croissante envers l'accueil de réfugiés à l'échelle locale en Allemagne. L'incident marque un tournant dans la perception des demandeurs d'asile par la société allemande et s'inscrit dans une période de réformes sur l'immigration dans l'Union européenne.
Deux principaux partis politiques allemands, l'AfD et le NPD, ainsi que le mouvement ultranationaliste PEGIDA, classés à l'extrême droite voire à tendance néonazie, ont joué un rôle lors de plusieurs incidents similaires.

## Contexte

### Crise migratoire de 2015
Entre avril 2015 et janvier 2016, l'Europe est touchée par une importante crise migratoire. Les États européens, dont l'Allemagne, tentent d'imposer des quotas afin de limiter l'accueil de réfugiés. Alors qu'un plan de relocalisation des demandeurs d'asile a été adopté en septembre 2015 pour transférer près de 160 000 personnes depuis la Grèce et l'Italie vers d'autres membres de l'Union européenne, seule l'Allemagne semble avoir pris ses responsabilités,. En effet, le gouvernement allemand a annoncé dès le 19 août 2015 avoir pour ambition d'accueillir 800 000 réfugiés pour pallier la pression migratoire et répondre aux enjeux du déclin démographique,. Rien qu'en 2015, l'Allemagne a accueilli 1,09 million de demandeurs d'asile.
Ce phénomène est accentué depuis 2014 avec l'arrivée d'une immigration de travail et une hausse du nombre de demandes d'asile,. Moins de 50 000 demandes d'asile sont enregistrées en Allemagne entre 2004 et 2011, puis 203 000 en 2014, 475 000 en 2015, jusqu'au record de 2016 avec environ 750 000 demandes.

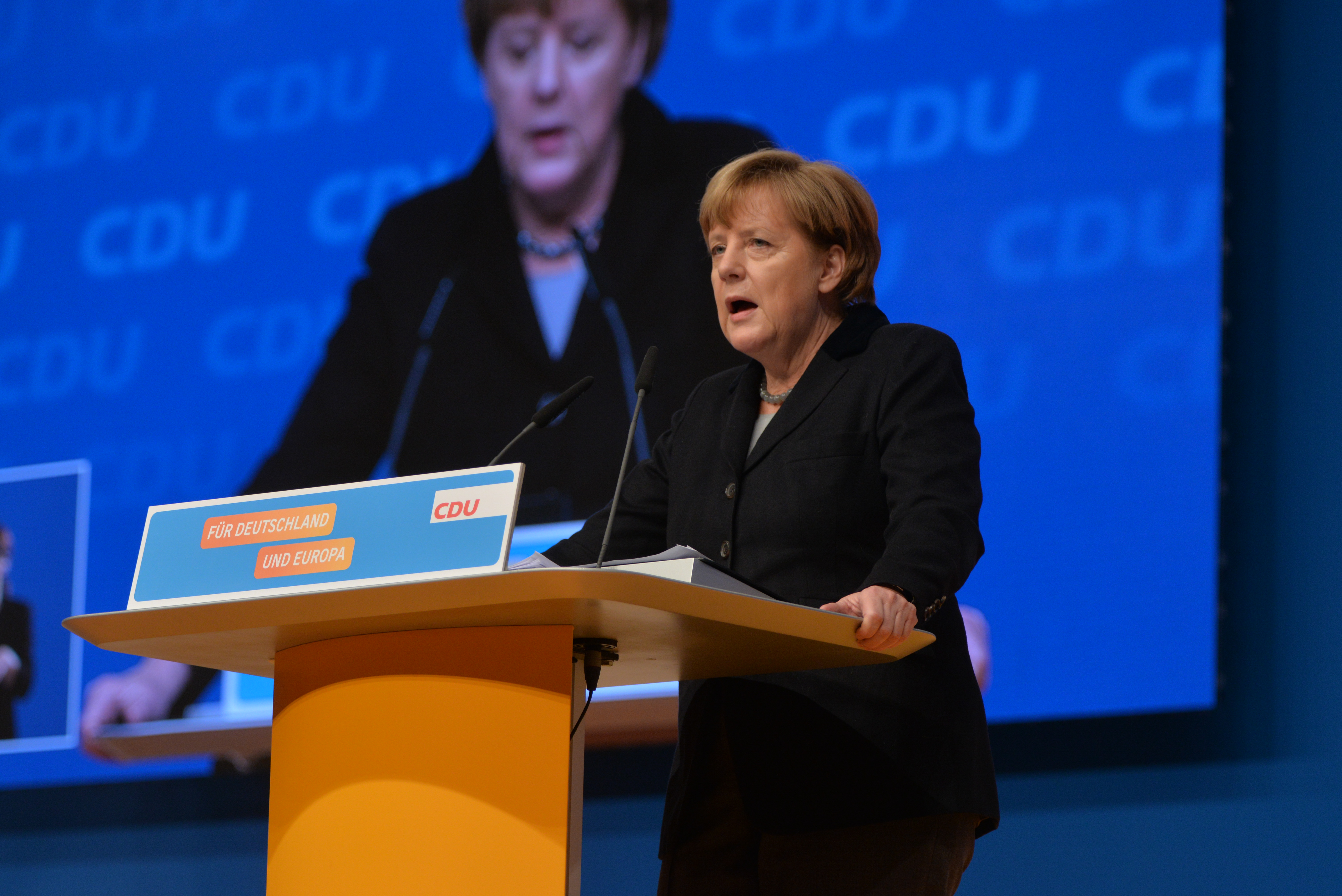
Par la création de centres d'hébergement, Angela Merkel a mené une politique d'ouverture en 2015 face à l'afflux de migrants venus du Moyen-Orient.

Après l'émoi provoqué par la mort d'Aylan Kurdi en septembre 2015, l'Allemagne et l'Autriche décident d'ouvrir leur frontière aux migrants stationnés en Hongrie. En juillet, 54 % des Allemands étaient partisans d'accueillir les réfugiés. Le slogan Wir schaffen das, prononcé le 31 août 2015 à Berlin par Angela Merkel est d'ailleurs passé à la postérité, dans le cadre de la Willkommenskultur (culture d'accueil allemande), par opposition à l'Überfremdung (de) (crainte de voir le pays transformé et devenir méconnaissable à cause de la présence de nombreux étrangers). Lors de cette conférence de presse la chancelière a rappelé l'article 1 de la constitution allemande : « La dignité de l’être humain est inviolable. ». Cependant, l'Allemagne, prise dans un élan d'hospitalité, semble avoir été dépassée par la situation au vu de l'arrivée d'un nombre important de personnes, et rétabli donc son contrôle aux frontières deux semaines plus tard.
Le sondage ARD-Deutschlandtrend (de) d'août 2015 pour le quotidien Die Welt indique que 96 % des allemands sont favorables à ce que l’Allemagne accueille des réfugiés provenant de régions en guerre ou en guerre civile. Mais l'hostilité des allemands à l'égard des migrants augmente progressivement. En effet, ceux qui se réjouissent que les migrants se sentent chez eux en Allemagne tombe de 54,7 %, en janvier 2014, à 43,3 %, en janvier 2016. Par ailleurs, 29 % des personnes interrogées par un sondage YouGov de janvier 2016 indiquent adhérer à l’opinion de la porte parole et cofondatrice de l’AfD, Frauke Petry (née à Dresde, ancienne membre du parlement régional de Saxe et également proche de la PEGIDA), à savoir qu’en dernier recours les frontières devaient être défendues avec les armes contre les migrants illégaux.

### Montée du nationalisme dans l'Est de l'Allemagne
Plusieurs raisons ont conduit à cette émeute. Tout d'abord, la Saxe, où se situe Clausnitz, est une région connue pour être particulièrement hostile à l'immigration ainsi qu'à la politique d'asile et d'ouverture des frontières menée par Angela Merkel. Le parti de droite nationaliste, islamophobe et réactionnaire PEGIDA, lancé en 2014, a pour berceau la Saxe. Son siège se situe à Dresde à une cinquantaine de kilomètres de Clausnitz, où des manifestations hebdomadaires sont organisées pour lutter contre l'« islamisation de l'Europe ». Selon une enquête, 82 % de ces manifestants sont partisans de l'AfD.

L'AfD a trouvé une place sur l'échiquier politique allemand durant la crise migratoire de 2015, alors que l'Allemagne accueillait les réfugiés de la guerre civile syrienne.

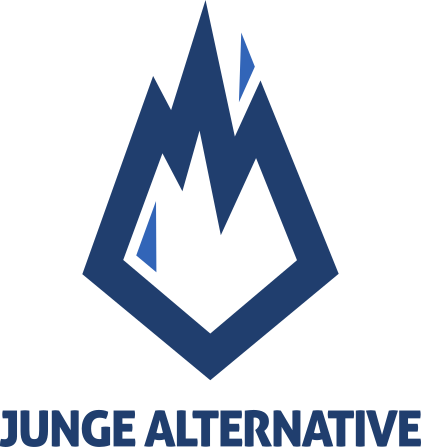
Considéré comme le mouvement de jeunesse de l'AfD, la Junge Alternative für Deutschland forme certains des futurs éléments radicaux du parti.

Les résultats aux différentes élections témoignent d'un basculement vers des partis politiques avec un positionnement idéologique de droite populiste en Allemagne. Par exemple avec l'AfD, dont certaines branches, tel que le mouvement de jeunesse Jeune Alternative pour l'Allemagne, revendiquent leur volonté d'homogénéiser le plus possible la société allemande sur le plan ethnoculturel. De plus, en février 2024, une enquête de RTL a révélée que certains participants à une marche organisée par la Junge Alternative à Bautzen (Saxe), en l'honneur des soldats de la Wehrmacht tombés lors de la Seconde Guerre mondiale, ont tenu des propos relevant de l'idéologie nazie, combinant antisémitisme et xénophobie, comme la mise en place de camps de travail et de guettos pour les personnes d'origine étrangère et les Juifs, ou encore la lecture obligatoire de Mein Kampf. Par ailleurs, la JA constitue, selon le chercheur en politique John Varwick (de), de l'Université Martin-Luther de Halle-Wittemberg, le fer de lance des éléments radicaux de l'AfD. Pour Anna-Sophie Heinze, politologue à l'Université de Trêves, la JA est l'un des principaux moteur de radicalisation de l'AfD,.
Dès 2013, lors des élections fédérales allemandes, le parti Alternative pour l'Allemagne, qui participe pourtant à sa première élection, obtient 6,8 % des voix en Saxe, soit le meilleur résultat par rapport aux autres Länder allemands. Puis, en mai 2014, pour les élections européennes, ce parti eurosceptique obtient 7 % des suffrages au niveau national. Ensuite, en août, durant les élections régionales de 2014 en Saxe, l'AfD réalise une percée en obtenant près de 10 % des suffrages.
En 2014, le NPD, parti néofascite, est parvenu a faire élire sa tête de liste, Udo Voigt, au Parlement européen.
Par ailleurs, la Saxe est un Land de l'Est Allemagne, anciennement en RDA, dont les sondages et les études montrent que la population a le sentiment ou la crainte d'un déclassement, ce qui conduit à un rapprochement avec des partis d'extrême droite,. Le slogan de la manifestation du 18 février « Wir sind das Volk » est le même qui a été utilisé contre la dictature communiste de l'ex-RDA.
Pour synthétiser les violences commises en Allemagne, le gouvernement allemand a publié des données sur l'année 2014 indiquant que « 47 % de la totalité des actes de violence raciste ont été enregistrés en Allemagne de l'Est, où ne vit pourtant que 17 % de la population ». Sur les 359 actes de violence visant des demandeurs d'asile et les centres d'hébergement 60 % ont été commis dans l'Est de l'Allemagne.

### Violences antérieures à 2016
Lors des six premiers mois de l'année 2015, 150 incendies criminels visant des foyers de migrants ont été recensés en Allemagne. À la fin de l'année, ce sont 222 attaques qui ont été dénombrées. En 2014, 150 attaques ont visé des centres pour réfugiés. En 2013, une cinquantaine d'actes ont été signalés dans le pays. En 2011, seulement 18 attaques de cette nature avaient été recensées.
En avril 2015, à Tröglitz en Saxe, un incendie criminel, commis par l'extrême droite et les réseaux néonazis, a détruit le futur centre d'hébergement pour réfugiés du village.
Dans la ville d'Heidenau en Saxe, le mois de septembre 2015 a été marqué par des violences entre forces de l'ordre et manifestants d'extrême droite opposés à l'implantation d'un centre d'accueil de réfugiés. Selon un photographe de Reuters, des militants néo-nazis auraient participé à ces violences en déclamant "Heil Hitler". La manifestation était organisée par le Parti national-démocrate d'Allemagne (Die Heimat), dont l'idéologie est ultranationaliste et nationaliste ethnique. Elle a réunie un millier de manifestants qui ont barré l’accès à un centre d’accueil et hué Angela Merkel, qui s'était rendue sur place.
À nouveau en août 2015, un futur centre d’accueil de migrants a été incendié à Nauen dans le Brandebourg.
En janvier 2016, les habitants de l'ortsteil de Clausnitz ont indiqué au maire de Rechenberg-Bienenmühle, Michael Funke, leur mécontentement quant à un possible accueil de réfugiés, craignant des problèmes d'insécurité.

## Déroulement

### Instigation
Certaines sources indiquent que l'organisateur de la manifestation est le frère du directeur du foyer de réfugiés de Clausnitz. Ce denier étant par ailleurs un membre actif du parti AfD.

### Émeute
La veille de la manifestation, la police a indiqué qu'elle n'avait pas d'éléments indiquant la présence d'une quelconque protestation qui empêcherait l'arrivée des réfugiés.
Les 25 réfugiés demandeurs d'asile présents dans le bus étaient de nationalité syrienne, iranienne et libanaise. À titre indicatif, 54 903 demandes d'asiles ont été formulées par des syriens (15 859 admis) en Allemagne en 2020, 2 693 par des iraniens (853 admis) et 680 par des libanais (13 admis).
Le 18 février 2016 vers 19h30, le bus arrive à un foyer d'accueil dans la commune de Clausnitz. Une trentaine de manifestants se sont regroupés pour faire barrage et protester de la venue des réfugiés. Une heure plus tard, ils sont une centaine à s'opposer à la venue des demandeurs d'asile. Un camion, un tracteur et une voiture font office de blocus devant le centre d'accueil.
Les 28 policiers sur place, dont 6 policiers fédéraux, ont tenté d'exfiltrer les passagers du bus pour les amener à l'intérieur du foyer. Le syndicat de la police explique que leur but était de mettre en sécurité les réfugiés. Pourtant, le chef de la police, Uwe Reißmann, a justifié le recours à la violence physique dirigée contre trois des passagers du bus – deux garçons, dont l'un a fait un doigt d'honneur, et une femme – car ils auraient provoqué la foule et ainsi aggravé la situation.
Les réfugiés sont des hommes, des femmes et des enfants. Derrière le pare-brise du bus, les vidéos montrent des réfugiés inquiets ainsi que certains qui pleurent. Les manifestants profèrent de nombreuses insultes et scandent des slogans, comme « Wir sind das Volk » (en français : « Nous sommes le peuple »), termes également présents dans les rassemblements de la PEGIDA,,,,. Après être descendues du bus, deux réfugiées ont dû être soignées par un médecin urgentiste dans le centre d'accueil.

## Conséquences

### Réactions
Les internautes sur les réseaux sociaux se sont emparés des vidéos de l'émeute pour s'indigner du comportement des manifestants. La vidéo d'un garçon en pleurs, forcé et saisi par le cou par un policier pour descendre du bus a fait réagir.
Le ministre de l'Intérieur de Saxe, Markus Ulbig, a exprimé son horreur face au comportement « profondément honteux » des manifestants présents.
Le 20 février, une centaine de personnes se sont rassemblées à Clausnitz en solidarité avec les réfugiés pour demander un hébergement sûr en leur faveur. À l'initiative, Jürgen Kasek, membre des Verts, ayant expliqué : « Ce ne sont pas des images que nous voulons voir ici en Allemagne. Ce qui s'est passé jeudi soir ne doit jamais devenir normal. ».

### Violences postérieures
Le 21 février, un incendie volontaire se répand dans un bâtiment voué à accueillir des réfugiés dans la ville de Saxe de Bautzen à une centaine de kilomètres de Clausnitz. Des pompiers sont intervenus pour éteindre l'incendie et ont été empêchés par trois personnes présentes sur les lieux. Le ministre de l'Intérieur allemand Thomas de Maizière a réagi, expliquant qu' « il est totalement inacceptable que des gens venus chercher une protection contre les persécutions soient accueillis par la haine ». Heiko Maas, ministre de la Justice allemand, a quant à lui estimé que ces agissements étaient « odieux et répugnant ». Le ministre des Affaires étrangères françaises, Jean-Marc Ayrault, a salué le courage de l'Allemagne d'avoir assumé accueillir les migrants.
Le 22 février 2016, le journal Hamburger Morgenpost publie un article sur les violences qui émanent de la Saxe, que les journalistes dénomment le « pays de la PEGIDA ». Une carte illustre l'Allemagne avec une marque brune (en référence aux Sturmabteilung, les SA, aussi appelés chemises brunes) sur la Saxe afin de pointer du doigt les agissements dans la région. En réponse, le jour même, le site du parti AfD publie un article parodiant la première page du Hamburger Morgenpost. Une tâche apparait cette fois-ci sur la ville de Hambourg, où est édité le tabloïde. L'article accolé à la nouvelle carte fait un rapprochement raciste entre la criminalité en Allemagne et les étrangers, les accusant d'être responsables des délits, vols et cambriolages.

### Question migratoire

#### Positionnements politiques
À partir de 2016, Angela Merkel a déployé sa stratégie migratoire autour de trois priorités : mettre en œuvre les conditions de l’accueil des réfugiés, réévaluer la politique d’asile et faire advenir la loi sur l’immigration de travailleurs qualifiés. La route des Balkans, et celle de la mer Egée par la même occasion, ont ainsi été fermées par l'Allemagne en avril 2016 pour les migrations irrégulières, limitant en moyenne quotidienne à 247 personnes traversant la frontière alors qu'ils étaient 2 000 en février 2016,.

### Progression électorale de l'extrême droite

#### Résultats
Cette émeute fait partie des événements qui ont normalisé les mouvements anti-immigration et ont permis à des partis d'extrême droite, tel que Alternative pour l'Allemagne, de s'imposer dans le paysage politique allemand et d'obtenir des succès électoraux aux élections suivantes,.
En effet, la tendance s'est confirmée plus tard durant les élections communales de 2019 avec 15,3 % des voix en Saxe pour l'AfD, ainsi que pour les élections européennes de 2019 car ce même parti obtient 25,3 % des voix en Saxe, c'est-à-dire le plus important score par rapport aux autres Länder. Puis, lors des élections régionales de 2019 où l'AfD devient le 2e parti de Saxe grâce à 27,5 % des voix, multipliant par près de 4 son nombre d'électeurs par rapport à l'élection régionale précédente. Avec un prisme plus local, la ville de Clausnitz fait partie de la circonscription de l'arrondissement de Saxe centrale (Mittelsachsen 1), en particulier rattachée à la commune de Rechenberg-Bienenmühle où les résultats électoraux indiquent que l'AfD a obtenu 34,3 % des suffrages en 2019.
Par ailleurs, lors des élections fédérales allemandes de 2017, la Saxe permet à l'AfD d'obtenir le meilleur résultat national avec 27 % des votes dans le Land.

### Politique de l'Union européenne
En mars 2016, l'Accord sur l'immigration entre la Turquie et l'Union européenne, devait permettre restreindre les arrivées de migrants n'ayant pas besoin d'une protection internationale sur le sol européen.
La commission européenne a proposé le 13 juillet 2016 une réforme du droit d'asile afin d'éviter les déplacements des demandeurs d'asile au sein de l'espace Schengen et d'homogénéiser les conditions d'accueil dans les pays membres. Les nouvelles mesures envisagées devaient permettre d'accélérer le processus d'accueil de réfugiés voulant accéder à un droit de travail, tout en mettant en place de nouvelles obligations en cas de non-coopération des autorités du pays d'origine du réfugié.
L'Allemagne, a assuré la présidence tournante de l'Union européenne de juillet à décembre 2020, espérant trouver accord de principe sur le Pacte sur la migration et l'asile, dévoilé le 23 septembre 2020 par la Commission européenne. Cependant Stephan Mayer, le secrétaire d'État parlementaire auprès du ministre de l'intérieur Horst Seehofer, a reconnu que le problème n'était pas prêt d'être résolu. Ce n'est qu'en avril 2023 que quatre textes législatifs majeurs du Pacte ont été adoptés par le Parlement européen.

## Analyse

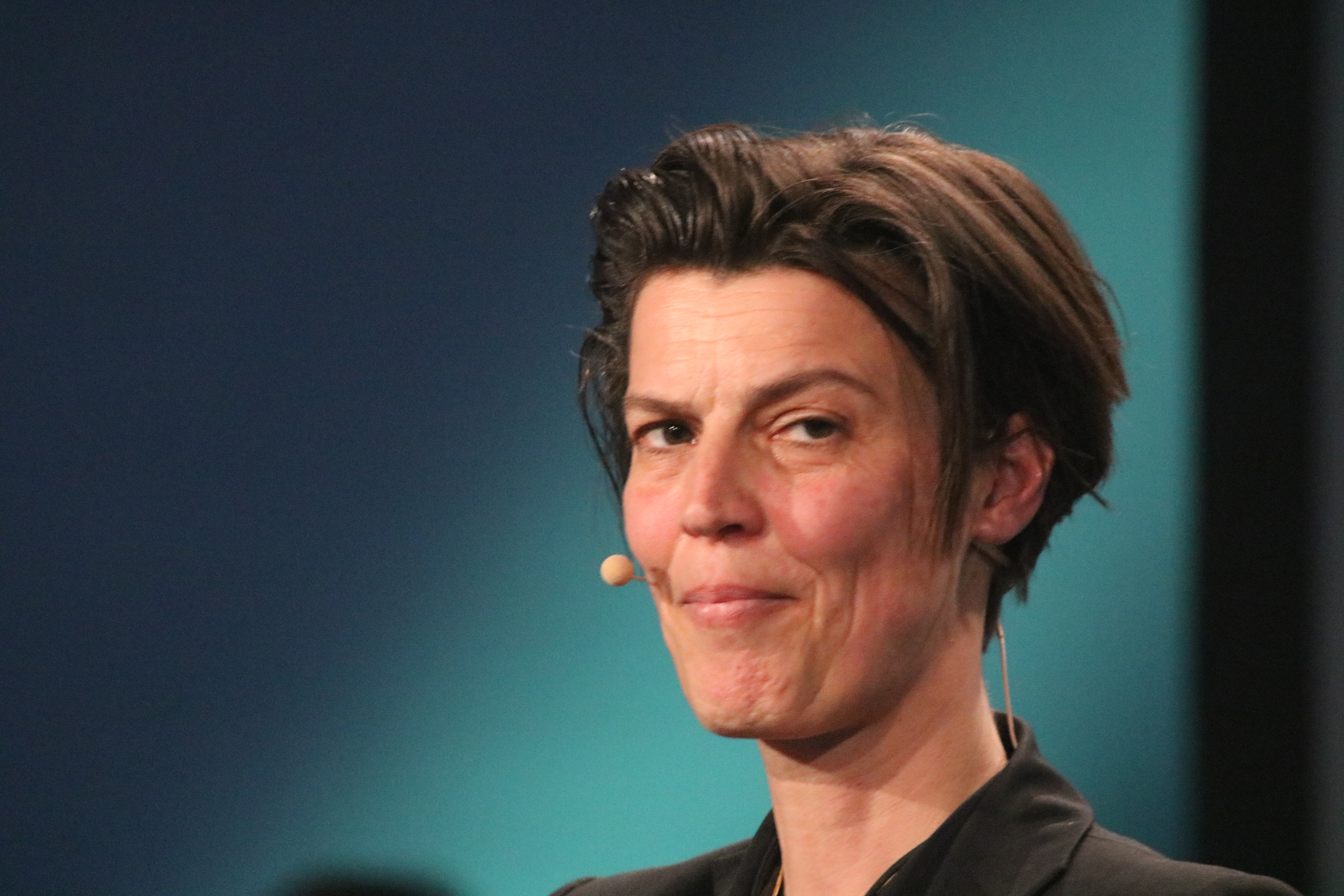
La journaliste Carolin Emcke analyse le comportement des manifestants à Clausnitz dans son ouvrage Contre la haine.

Pour l'écrivaine Carolin Emcke, il s'agit d'une haine qui provient d'une occultation de la réalité. Selon l'auteure, les réfugiés ne sont plus considérés comme des individus mais en tant que groupe : « la haine a une force de projection [...] rendre invisible une personne, tout un groupe, ou imaginer une personne, tout un groupe, comme quelque chose de monstrueux ». Elle ajoute : « le regard raciste, qui fait immédiatement des migrants individuels, femmes et hommes, des gens appartenant à une collectivité ethnique composée de criminels ou de terroristes ». Par conséquent, la haine dépasse la réalité concrète, faisant fi de l'humanité des personnes visées. Ella analyse le slogan « nous sommes le peuple » indiquant : « Les manifestants de Clausnitz voient dans les réfugiés des "autres" qui ont quelque chose de démoniaque, ils les construisent comme une menace, un danger, des criminels. De la sorte ils s’en distinguent comme "peuple" »,.
Marcel Tambarin voit dans l'opposition à la présence de réfugiés à Clausnitz un sentiment de rejet plus général en Allemagne : « l’année 2016 représente même un paroxysme de violence, car au premier semestre les agressions ont encore une fois quasiment doublé par rapport à 2015, et si les exactions de Clausnitz en Saxe ont de nouveau focalisé l’attention au mois de février sur les nouveaux Länder, on constate que les agressions se produisent à présent dans l’ouest autant que dans l’est de l’Allemagne et que, depuis que les réfugiés sont répartis sur l’ensemble du territoire, l’annonce de la création d’une structure d’accueil dans le moindre hameau suffit souvent à déclencher des manifestations d’hostilité ».
Selon une thèse de Mariya Krutkova, du département d'études allemandes de l'université d'Haverford, concernant la situation allemande, « malheureusement, même si la violence est perpétrée par une petite minorité, les sentiments généraux anti-étrangers s'appliquent actuellement à l'ensemble de la population ».
De manière plus globale, pour Nicolas Baverez, « depuis le début des années 2010, la dynamique de l'extrême droite est ancrée dans le ressentiment face au déclassement et dans la défiance envers les institutions et les élites, mêlant nationalisme et xénophobie. Sa progression s'enracine dans la déstabilisation de la classe moyenne, dans le rejet de l'immigration, dans la protestation contre la montée de la violence et de l'insécurité, dans l'anxiété d'un déclin des démocraties occidentales, dans la colère devant la paralysie des institutions. Elle est portée par la polarisation des opinions et puissamment relayée par les réseaux sociaux ».

### Vidéographie
- Le Bus, la foule et le village – dernière sortie Clausnitz[70] (en allemand : Der Bus, der Mob und das Dorf – Letzte Ausfahrt Clausnitz), 2017, NDR Dokumentationen und Reportagen.
- En Saxe, une Allemagne surprenante[71], 2016, Hui Min Neo, AFP